# BGL Luxembourg Open 2011 - Qualificazioni singolare
Le qualificazioni del singolare del BGL Luxembourg Open 2011 sono state un torneo di tennis preliminare per accedere alla fase finale della manifestazione. I vincitori dell'ultimo turno sono entrati di diritto nel tabellone principale. In caso di ritiro di uno o più giocatori aventi diritto a questi sono subentrati i lucky loser, ossia i giocatori che hanno perso nell'ultimo turno ma che avevano una classifica più alta rispetto agli altri partecipanti che avevano comunque perso nel turno finale.

## Giocatrici

### Teste di serie
Le prime 3 teste di serie hanno ricevuto un bye per il secondo turno di qualificazione
1. Lucie Hradecká (ultimo turno)
2. Marina Eraković (ritirata,secondo turno)
3. Mona Barthel (ultimo turno)
4. Sílvia Soler Espinosa (secondo turno)

1. Eléni Daniilídou (ultimo turno)
2. Heather Watson (primo turno)
3. Anne Keothavong (qualificata)
4. Alexandra Cadanțu (qualificata)

### Qualificate
1. Anne Keothavong
2. Bibiane Schoofs

## Tabellone qualificazioni

### Sezione 1
|  | Primo turno   | Primo turno        | Primo turno       | Primo turno | Primo turno |  |  | Secondo turno | Secondo turno   | Secondo turno   | Secondo turno   | Secondo turno   |   |   | Ultimo turno | Ultimo turno   | Ultimo turno   | Ultimo turno | Ultimo turno |  |
|  |               |                    |                   |             |             |  |  |               |                 |                 |                 |                 |   |   |              |                |                |              |              |  |
|  |               |                    |                   |             |             |  |  |               |                 |                 |                 |                 |   |   |              |                |                |              |              |  |
|  |               |                    |                   |             |             |  |  | 1             | Lucie Hradecká  | 4               | 6               | 6               |   |   |              |                |                |              |              |  |
|  | Elica Kostova | Elica Kostova      | Elica Kostova     | 5           | 1           |  |  |               | Nina Zander     | 6               | 4               | 0               |   |   |              |                |                |              |              |  |
|  | Nina Zander   | Nina Zander        | Nina Zander       | 7           | 6           |  |  |               |                 |                 |                 |                 |   |   | 1            | Lucie Hradecká | Lucie Hradecká | 3            | 3            |  |
|  | WC            | Tiffany Cornelius  | Tiffany Cornelius | 1           | 0           |  |  |               |                 | 7               | Anne Keothavong | Anne Keothavong | 6 | 6 |              |                |                |              |              |  |
|  |               | Nicola Geuer       | Nicola Geuer      | 6           | 6           |  |  |               | Nicola Geuer    | Nicola Geuer    | 3               | 1               |   |   |              |                |                |              |              |  |
|  |               | Victoriya Kutuzova | 7                 | 3           | 4           |  |  | 7             | Anne Keothavong | Anne Keothavong | 6               | 6               |   |   |              |                |                |              |              |  |
|  | 7             | Anne Keothavong    | 5                 | 6           | 6           |  |  |               |                 |                 |                 |                 |   |   |              |                |                |              |              |  |

### Sezione 2
|  | Primo turno         | Primo turno         | Primo turno         | Primo turno | Primo turno |  |  | Secondo turno   | Secondo turno    | Secondo turno    | Secondo turno    | Secondo turno   |   |   | Ultimo turno     | Ultimo turno     | Ultimo turno     | Ultimo turno | Ultimo turno |  |
|  |                     |                     |                     |             |             |  |  |                 |                  |                  |                  |                 |   |   |                  |                  |                  |              |              |  |
|  |                     |                     |                     |             |             |  |  |                 |                  |                  |                  |                 |   |   |                  |                  |                  |              |              |  |
|  |                     |                     |                     |             |             |  |  | 2               | Marina Eraković  | Marina Eraković  | Marina Eraković  |                 |   |   |                  |                  |                  |              |              |  |
|  | WC                  | Belinda Bencic      | 1                   | 6           | 2           |  |  |                 | Julija Putinceva | Julija Putinceva | Julija Putinceva | w/o             |   |   |                  |                  |                  |              |              |  |
|  | WC                  | Julija Putinceva    | 6                   | 1           | 6           |  |  |                 |                  |                  |                  |                 |   |   | Julija Putinceva | Julija Putinceva | Julija Putinceva | 4            | 2            |  |
|  | Bibiane Schoofs     | Bibiane Schoofs     | Bibiane Schoofs     | 6           | 6           |  |  |                 |                  | Bibiane Schoofs  | Bibiane Schoofs  | Bibiane Schoofs | 6 | 6 |                  |                  |                  |              |              |  |
|  | Alison Van Uytvanck | Alison Van Uytvanck | Alison Van Uytvanck | 2           | 4           |  |  | Bibiane Schoofs | Bibiane Schoofs  | 6                | 2                |                 |   |   |                  |                  |                  |              |              |  |
|  |                     | Kiki Bertens        | Kiki Bertens        | 6           | 6           |  |  | Kiki Bertens    | Kiki Bertens     | 3                | 1                | r               |   |   |                  |                  |                  |              |              |  |
|  | 6                   | Heather Watson      | Heather Watson      | 2           | 1           |  |  |                 |                  |                  |                  |                 |   |   |                  |                  |                  |              |              |  |

### Sezione 3
|  | Primo turno        | Primo turno        | Primo turno        | Primo turno | Primo turno |  |  | Secondo turno | Secondo turno      | Secondo turno      | Secondo turno     | Secondo turno |   |   | Ultimo turno | Ultimo turno | Ultimo turno | Ultimo turno | Ultimo turno |  |
|  |                    |                    |                    |             |             |  |  |               |                    |                    |                   |               |   |   |              |              |              |              |              |  |
|  |                    |                    |                    |             |             |  |  |               |                    |                    |                   |               |   |   |              |              |              |              |              |  |
|  |                    |                    |                    |             |             |  |  | 3             | Mona Barthel       | Mona Barthel       | 6                 | 6             |   |   |              |              |              |              |              |  |
|  | Aleksandra Wozniak | Aleksandra Wozniak | Aleksandra Wozniak | 6           | 6           |  |  |               | Aleksandra Wozniak | Aleksandra Wozniak | 3                 | 0             |   |   |              |              |              |              |              |  |
|  | Anika Beck         | Anika Beck         | Anika Beck         | 3           | 2           |  |  |               |                    |                    |                   |               |   |   | 3            | Mona Barthel | 2            | 7            | 4            |  |
|  | WC                 | Claudine Schaul    | Claudine Schaul    | 0           | r           |  |  |               |                    | 8                  | Alexandra Cadanțu | 6             | 5 | 6 |              |              |              |              |              |  |
|  |                    | Andreja Klepak     | Andreja Klepak     | 5           |             |  |  |               | Andreja Klepak     | 6                  | 4                 | 1             |   |   |              |              |              |              |              |  |
|  | WC                 | Darija Jurak       | 6                  | 0           | 1           |  |  | 8             | Alexandra Cadanțu  | 2                  | 6                 | 6             |   |   |              |              |              |              |              |  |
|  | 8                  | Alexandra Cadanțu  | 3                  | 6           | 6           |  |  |               |                    |                    |                   |               |   |   |              |              |              |              |              |  |

### Sezione 4
|  | Primo turno     | Primo turno            | Primo turno            | Primo turno | Primo turno |  |  | Secondo turno | Secondo turno          | Secondo turno          | Secondo turno    | Secondo turno    |   |   | Ultimo turno | Ultimo turno | Ultimo turno | Ultimo turno | Ultimo turno |  |
|  |                 |                        |                        |             |             |  |  |               |                        |                        |                  |                  |   |   |              |              |              |              |              |  |
|  | 4               | Silavia Soler Espinosa | Silavia Soler Espinosa | 7           | 6           |  |  |               |                        |                        |                  |                  |   |   |              |              |              |              |              |  |
|  |                 | Tatjana Maria          | Tatjana Maria          | 6           | 1           |  |  | 4             | Silavia Soler Espinosa | Silavia Soler Espinosa | 3                | 4                |   |   |              |              |              |              |              |  |
|  | Naomi Broady    | Naomi Broady           | 6                      | 3           | 5           |  |  |               | Karin Knapp            | Karin Knapp            | 6                | 6                |   |   |              |              |              |              |              |  |
|  | Karin Knapp     | Karin Knapp            | 3                      | 6           | 7           |  |  |               |                        |                        |                  |                  |   |   |              | Karin Knapp  | Karin Knapp  | 6            | 7            |  |
|  | Jasmina Tinjic  | Jasmina Tinjic         | Jasmina Tinjic         | 0           | 5           |  |  |               |                        | 5                      | Eléni Daniilídou | Eléni Daniilídou | 1 | 5 |              |              |              |              |              |  |
|  | Laura Siegemund | Laura Siegemund        | Laura Siegemund        | 6           | 7           |  |  |               | Laura Siegemund        | Laura Siegemund        | 4                | 6(1)             |   |   |              |              |              |              |              |  |
|  |                 | Sandra Záhlavová       | Sandra Záhlavová       | 3           | 2           |  |  | 5             | Eléni Daniilídou       | Eléni Daniilídou       | 6                | 7                |   |   |              |              |              |              |              |  |
|  | 5               | Eléni Daniilídou       | Eléni Daniilídou       | 6           | 6           |  |  |               |                        |                        |                  |                  |   |   |              |              |              |              |              |  |